# لو هود
 لو هود (انگلیسی: Lew Hoad؛ زاده ۲۳ نوامبر ۱۹۳۴ درگذشته ۳ ژوئیهٔ ۱۹۹۴) یک تنیس‌باز اهل استرالیا بود.